# Liste der Monuments historiques in Cartelègue
Die Liste der Monuments historiques in Cartelègue führt die Monuments historiques in der französischen Gemeinde Cartelègue auf.

## Liste der Bauwerke
| Bezeichnung      | Beschreibung              | Standort | Kennzeichnung | Schutzstatus | Datum | Bild |
| ---------------- | ------------------------- | -------- | ------------- | ------------ | ----- | ---- |
| Kirche St-Romain | Erbaut im 13. Jahrhundert | (Lage)   | PA00083509    | Inscrit      | 1925  |      |

## Liste der Objekte
| Bezeichnung                | Beschreibung          | Standort                       | Kennzeichnung | Schutzstatus | Datum | Bild |
| -------------------------- | --------------------- | ------------------------------ | ------------- | ------------ | ----- | ---- |
| Ölgemälde Kreuzigungsszene | 17. Jahrhundert       | in der Kirche St-Romain (Lage) | PM33001718    | Inscrit      | 1991  |      |
| Glocke                     | Bronze, 1683 gegossen | in der Kirche St-Romain (Lage) | PM33000448    | Classé       | 1942  |      |